# Bohumil Matoušek
Major Bohumil Matoušek (6. února 1896 Zaječov – 3. září 1985) byl legionář, důstojník československé armády a odbojář během druhé světové války.

## Život

### Mládí, první světová a ruská občanská válka
Bohumil Matoušek se narodil 6. února 1896 v Zaječově na Berounsku. Jeho otec byl učitel. Obecnou školu absolvoval v Hlohovičkách, dva roky měšťanské školy pak ve Zbirohu, dále studoval na reálce a učitelském ústavu v Praze. Odveden do c. k. armády byl 15. dubna 1915. V srpnu 1915 byl poslán na ruskou frontu a již 18. září téhož roku padl u Lucku do zajetí. O rok později 8. září vstoupil do Československých legií v zajateckém táboře v Uzbekistánu. Zúčastnil se bitvy u Zborova, Bachmače, Lipjag, Penzy a celé Sibiřské anabáze. Byl velitelem oddílu, který v květnu 1918 obsadil Alexandrovský most přes Volhu u Syzraně. Krátce velel obrněnému vlaku a dosáhl hodnosti nadporučíka. Do vlasti se vrátil 15. června 1920.

### Mezi světovými válkami
Po návratu do Československa nastoupil Bohumil Matoušek jako velitel technické roty do Hradce Králové, kde hodnostně stoupal a vzdělával se, prováděl i pedagogickou činnost. Mezi lety 1927 a 1928 působil v Kroměříži. V prosinci 1931 byl převelen do Šumperka a v únoru 1933 povýšen na majora. Od října 1934 působil jako zástupce velitele horského pěšího pluku v Tornale, 1. prosince 1936 byl jmenován velitelem praporu Stráže obrany státu v Rimavské Sobotě a zároveň vojensko-technickým referentem u hlavního politického úřadu tamtéž. Po odstoupení Rimavské Soboty Maďarsku se v listopadu 1938 přesunul do Hnúšti, poté sloužil u horského pluku ve Spišské Nové Vsi. Po vzniku Slovenského štátu byl evakuován do Čech.

### Druhá světová válka
K začátku roku 1940 byl Bohumil Matoušek přeložen do výslužby, žil v Hradci Králové a pracoval ve vedení firmy Kaloria založené jeho tchánem. Přispíval do fondu zatčených odbojářů a v prosinci 1944 vstoupil do partyzánské skupiny Victoria. Po vypuknutí květnového povstání se 5. května v Hradci Králové přihlásil do služby, stal se velitelem místních kasáren a organizoval technický prapor.

### Po druhé světové válce
V červenci 1945 se Bohumil Matoušek vrátil do vedení Kalorie a do činné služby se již nevrátil. Po znárodnění firmy čelil komunistické perzekuci, kdy přišel o část majetku a byl vystěhován. Až do důchodu pracoval jen v dělnických profesích. Zemřel 3. září 1985 ve věku nedožitých devadesáti let.

## Rodina
Bohumil Matoušek pocházel z učitelské rodiny. 15. ledna 1927 se oženil s Marií Seifertovou a v roce 1929 se mu narodil syn Karel. Jeho bratr Josef Matoušek byl rovněž legionář a v Československé armádě dosáhl generálské hodnosti.